# Histoire d'Air France

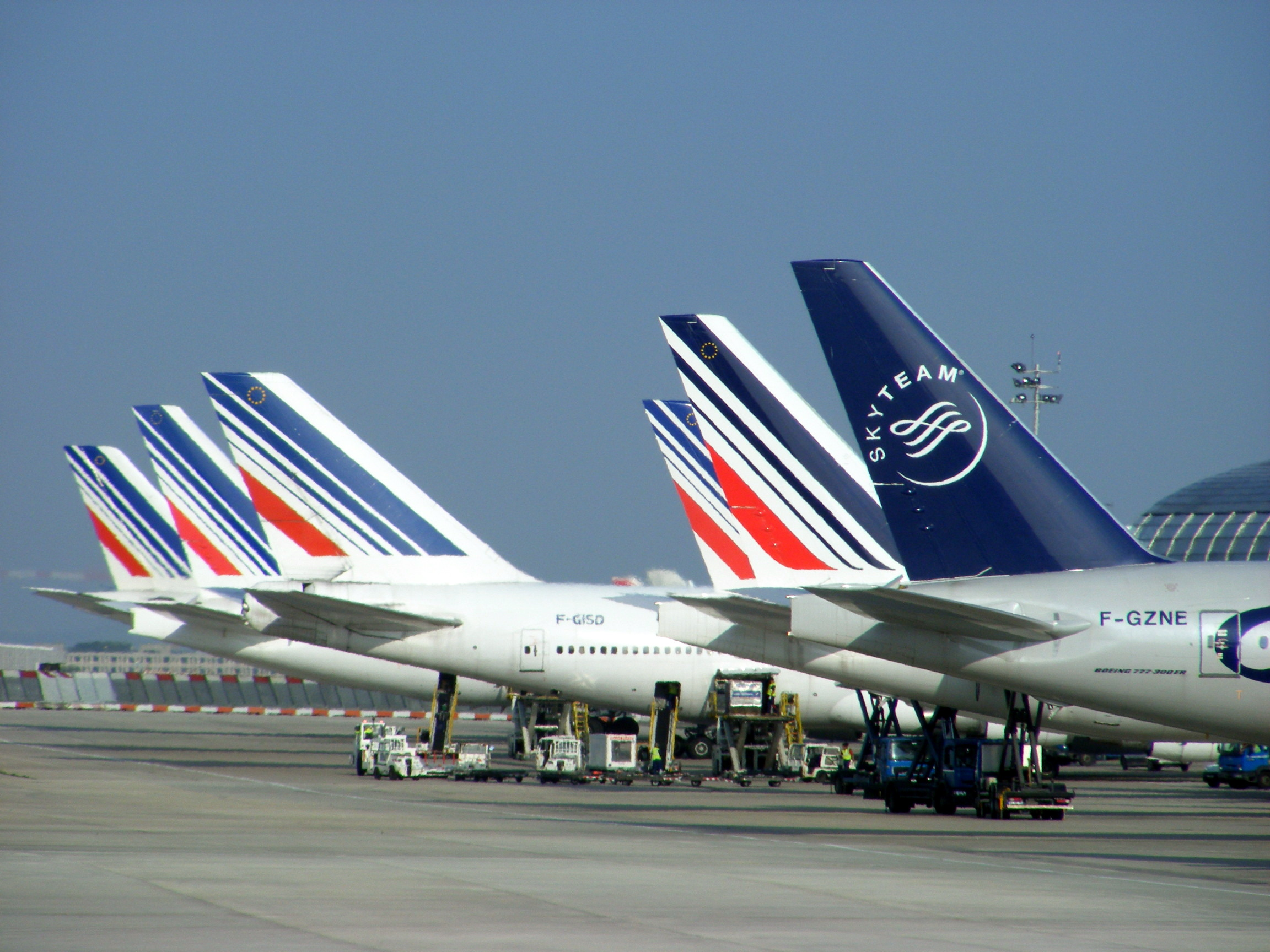
Air France

Air France logo de 1976–1990

Air France logo de 1990–1998

Air France logo de 1998–2009

Air France logo de Depuis 2009

L’histoire d'Air France est la description chronologique des jalons du développement de la compagnie aérienne Air France. L'histoire des transports aériens en France débute en 1909 par la Compagnie générale transaérienne mais c'est en 1920 que l'ancêtre du transporteur national prend forme.

## 1909-1932

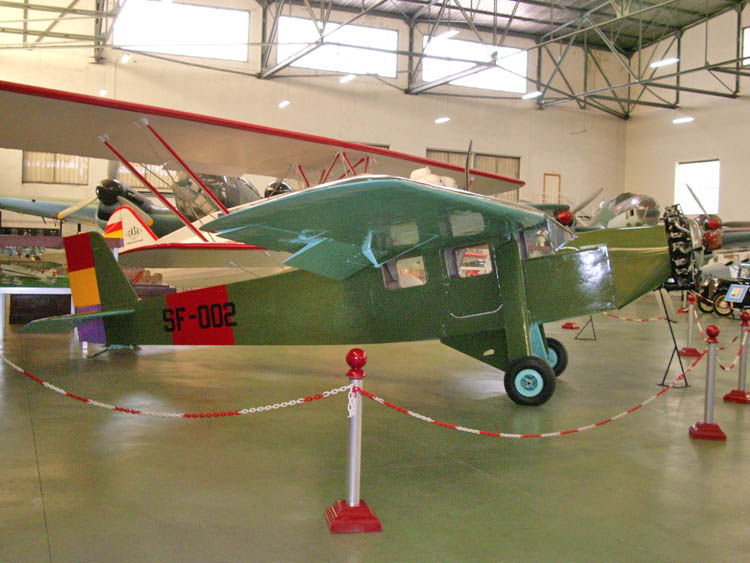
Le Farman F.402 fut utilisé comme avion militaire et civil (triplace de tourisme).

En 1909 est créée en France la Compagnie générale transaérienne, première entreprise commerciale constituée dans le but de transporter des passagers à bord de dirigeables. À la fin de la Première Guerre mondiale, les avions et pilotes militaires constituent un immense vivier pour les compagnies aériennes qui se multiplient lors des années folles. Les décrets du 6 juin 1919 et du 17 septembre 1919 créent un organisme de coordination technique générale de l’aéronautique chargé des questions intéressant l’aviation civile et militaire tandis qu'un décret du 19 janvier 1920 crée un sous-secrétariat d’État à l’aéronautique, placé auprès du ministre des travaux publics.
La première compagnie aérienne intercontinentale de l’Histoire, à l'origine d'Air France, est fondée en avril 1920 par l'aviateur vétéran de la guerre de 1914-1918 Pierre Claret de Fleurieu. C'est en effet lui qui a le premier l'idée et le projet concret de transporter des passagers par avion. Employé de la banque Aristide Blank, Pierre de Fleurieu effectue un rapport visionnaire à destination de Blank où il envisage la création de la première ligne aérienne commerciale de l'Histoire. La compagnie Franco Roumaine de Navigation Aérienne (FRA) est née. Construite à partir de crédits uniquement privés, cette compagnie aérienne a entamé toutes les démarches afin de faire construire les premiers avions de ligne (SPAD 33 entre autres) et faire construire les premiers terrains d'aviation pour le transport de passager. Un premier accord avec l'état français est passé entre Pierre de Fleurieu et le directeur de la navigation aérienne par intérim Camerman, par délibération du conseil d'administration du 5 juin 1921, pour l'exploitation d'un service public de transports aériens pour voyageurs, messageries, marchandises et fret postal sur la ligne Paris-Strasbourg-Prague-Varsovie. L'ascension est fulgurante. Le 14 avril 1922, étant donné la réussite de la compagnie, l'état accorde une nouvelle convention entre le directeur du service de la navigation aérienne, agissant au nom et pour le compte de l'Etat, et M. Pierre de Fleurieu, de la compagnie franco-roumaine. Cet accord est publié au journal officiel le 3 juin 1922. Un nouvel accord octroyant de nouveaux crédits et de nouvelles exigences entre le Lieutenant-Colonel Casse, directeur du service de la navigation aérienne représentant l'Etat et Pierre de Fleurieu représentant la Franco-Roumaine est octroyé. Cet accord est publié au JO le 21 octobre 1922. Cette compagnie devient la CIDNA en 1924, une des compagnies à l'origine de la création d'Air-France.
C'est dans ce contexte de développement de l'aviation civile que la Société des Lignes Latécoère (future Aéropostale) ouvre ses voies commerciales vers l'Afrique du Nord puis de l'Ouest, la CIDNA dessert l'Europe centrale, Air Union (dans laquelle s'est regroupée la Compagnie générale transaérienne) et les lignes Farman desservent l'Europe occidentale, Air Orient étend son réseau vers la Méditerranée et l'Extrême-Orient. Le confort à bord des avions — souvent d’anciens bombardiers convertis — est alors inexistant (cabine exposée aux turbulences, quelques passagers assis sur des sièges en osier ou en rotin non fixés, odeur d'huile de ricin des petits biplans à hélice non pressurisés et non climatisés, d'où un froid et un bruit épouvantables) et seule une clientèle aisée (milliardaires, ministres, artistes) peut y accéder. En 1920, onze compagnies exploitent une dizaine de lignes et ces compagnies transportent 6 786 passagers en 1922. À la fin des années 1920, alors que la plupart des pays se sont déjà dotés de grandes compagnies nationales (Avianca et KLM en 1919, Qantas en 1920, Sabena en 1923, Delta Air Lines et Imperial Airways en 1924, Lufthansa, United Airlines et Pan Am en 1926, American Airlines en 1930), l'aéronautique française est morcelée et affaiblie par la Grande Dépression. Depuis 1932 l'État, afin de garder son prestige dans l'aéronautique et d'assurer son potentiel d'avions de guerre, subventionne largement, mais inégalement, les compagnies françaises peu rentables.

## 1933-1940

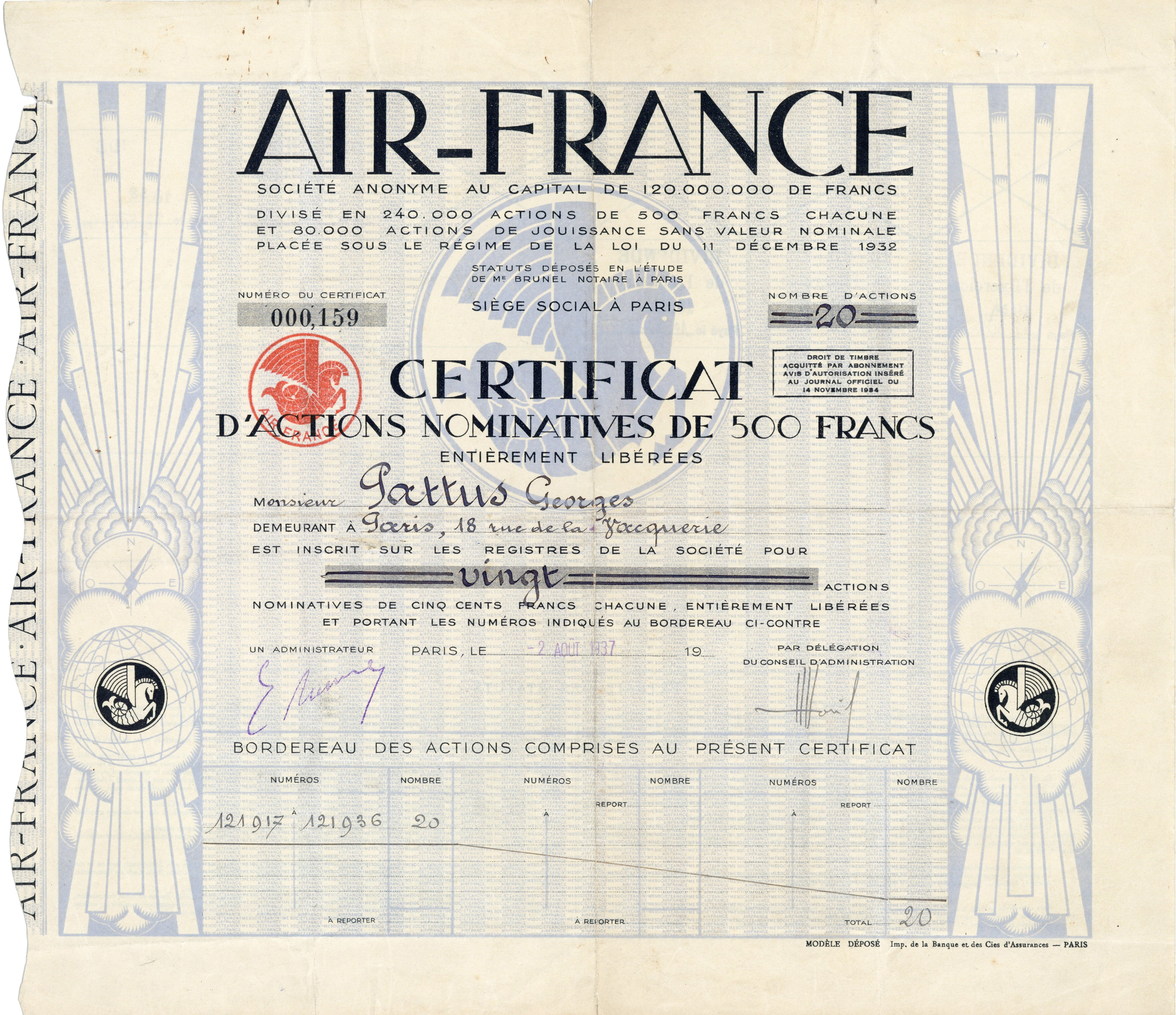
Certificat d'actions d'Air France S.A. de 20 actions de 500 francs chacune, émis à Paris le 2 août 1937, avec la signature de son fondateur Ernest Roume en tant que président

Dans ce contexte économique, le Parlement français vote une loi de fusion des 4 compagnies principales du transport aérien français, Max Hymans étant rapporteur du budget de l'Air à la Chambre, et Pierre Cot ministre de l'Air du premier gouvernement d'Édouard Daladier. Les quatre compagnies fusionnées (Air Orient, Air Union, la CIDNA — ex-Franco-Roumaine — et les lignes Farman) forment le 19 mai 1933 la SCELA, Société centrale pour l'exploitation des lignes aériennes. Le 31 mai 1933, la SCELA rachète les actifs de l'Aéropostale (du banquier Marcel Bouilloux-Lafont) qui était absente de la fusion à l'origine car elle était en dépôt de bilan depuis 1931. C'est au cours d'une conférence de presse annonçant cette fusion que le journaliste Georges Raffalovich, doyen dans le monde de la presse aéronautique, propose de baptiser la nouvelle compagnie Air France. Le 17 août, un acte notarié finalise la convention de fusion. Le 30 août, les statuts d’Air France sont officiellement déposés au greffe du tribunal de commerce et sa création est sanctionnée par une assemblée générale constitutive. La nouvelle compagnie est une société d'économie mixte au capital de 120 millions de francs dans laquelle l’État détient au moins 25 % des actions et est représenté au conseil d’administration dans les mêmes proportions,.
Le 7 octobre 1933, une cérémonie au Bourget consacre la nouvelle compagnie que préside Ernest Roume, ancien président d'Air Orient, et auparavant gouverneur général de l'Indochine et de l'Afrique-Occidentale française. Cette cérémonie officielle marque solennellement l'avénement d'Air France. Elle adopte comme symbole celui d'Air Orient : un protomé de cheval ailé à queue de dragon (la tête de cheval symbolisant la puissance, la queue de poisson rappelant l'hydravion et les ailes d'oiseau symbolisant la vitesse), plus simplement appelé hippocampe ailé (dépôt international de la marque le 3 décembre 1934) et affectueusement surnommé la « crevette » par le personnel.
Air France dispose alors d'une flotte hétérogène de 259 appareils, répartis en 219 avions (172 sont monomoteurs), 35 hydravions, 5 amphibies. Elle transporte près de 52 000 passagers en 1933, plus de 100 000 passagers en 1938.
En 1939, la flotte d'Air France se compose de 90 appareils. Une politique de rationalisation est alors mise en œuvre pour privilégier trois ou quatre types d'avions, différenciés selon leur capacité : léger, moyen et gros porteur, afin de répondre aux besoins des vols court, moyen et long-courriers. Le réseau d'Air France, qui s'étend désormais sur 46 500 kilomètres, répartis sur 33 lignes, s'impose comme le troisième plus important au monde, après ceux des États-Unis et de l'Union soviétique,,.

## 1940-1945
Après l'Armistice de juin 1940, Air France est placée sous la tutelle de l'État français. Son siège est transféré en zone libre, à Marseille, choisie en raison de sa proximité de l'importante base d'hydravions sur l'étang de Berre. Tout service avec l'étranger est alors interrompu. En 1941, Air France prend le contrôle d'Air Bleu, d'Air Afrique et d'Air France Transatlantique. Après l'invasion de la zone libre en novembre 1942, toutes les liaisons vers l'Afrique sont suspendues. En Afrique du nord et en Afrique centrale, la compagnie continue son activité, sous l'autorité de sa direction locale située à Alger. Après l'arrivée du général de Gaulle, elle est dissoute et remplacée, le 30 juin 1943, par les Réseaux aériens militaires français (RAMF), sous la direction de Lionel de Marmier. Le 1er juillet 1944, elle prend le nom de Transports aériens militaires (TAM). Enfin, le 9 août 1944, elle est réunifiée lors de sa réquisition, en vertu de divers textes sur la militarisation de l'aéronautique civile en temps de guerre.

## 1945-1960
Le 26 juin 1945 au lendemain de la Seconde Guerre mondiale, l’Aviation civile française est nationalisée et Air France devient propriété de l’État. En avril 1946, Air France lance son premier recrutement de « maîtresses de maisons volantes », autrement dit les hôtesses de l'air. Le 1er juillet 1946, la liaison Paris-New York est officiellement inaugurée avec un DC-4 en moins de 20 heures. En 1946, Air France se modernise en introduisant le quadrimoteur Lockheed Constellation (L 049) dans sa flotte. Le premier vol (de convoyage) eut lieu le 9 juillet 1946 sur le trajet New York-Paris (appareil n°2072 immatriculé F-BAZA). Le premier vol commercial en Constellation eut lieu le 1er février 1947 entre Paris, Shannon en Irlande, Gander en terre-Neuve et New York. La durée de vol se trouva réduite à 14-16 heures. En mars 1950, le Constellation est mis en service sur les lignes d'extrême orient (Paris-Saïgon) et fait tomber la durée du voyage à moins de 33 heures (plus de 60 heures avec le DC 4). Nouvelle avancée en 1953 avec le Super Constellation (L 1049). Air Inter est fondée le 12 novembre 1954 avec comme principaux actionnaires Air France (24 %), la SNCF (24 %), et la Caisse des dépôts et consignations (4 %). L'aérogare Sud de Paris-Orly est ouverte en 1957, le Bourget étant saturé. Au début des années 1960, Air France met en service les nouveaux avions à réaction de l'époque, la Caravelle et le Boeing 707, réduisant ainsi de moitié les temps de vol et améliorant le confort des passagers.

## 1960-1973
Le 23 février 1960, le ministère des Travaux Publics et Transports transfère le monopole des liaisons intérieures d'Air France à Air Inter. En compensation, Air France reçoit une participation dans Air Inter. Le jour suivant, Air France reçoit par instruction ministérielle l'ordre de partager ses liaisons africaines avec les compagnies UAT et Air Afrique. Le 1er février 1963, le Gouvernement décrète une nouvelle répartition des liaisons africaines et de certaines autres liaisons vers les territoires d'outre-mer entre Air France et ses concurrents, en favorisant la fusion d'anciens opérateurs privés dont UAT et TAI dans la nouvelle compagnie privée UTA. Air France devient plus tard un des premiers opérateurs du jumbo quadri-réacteurs long-courrier Boeing 747 (à deux ponts) et en aura une des plus grosses flottes au monde.
Air France devient le 20 septembre 1966 la première compagnie occidentale à desservir la Chine continentale en ouvrant une ligne vers l'aéroport Hong-Qiao de Shanghai.

## 1974-1989
En 1974, UTA s'installe à la nouvelle aérogare de Roissy.
En 1976, Air France commence ses vols commerciaux avec le Concorde

### 1986-1989: Concurrence accrue dans un contexte favorable

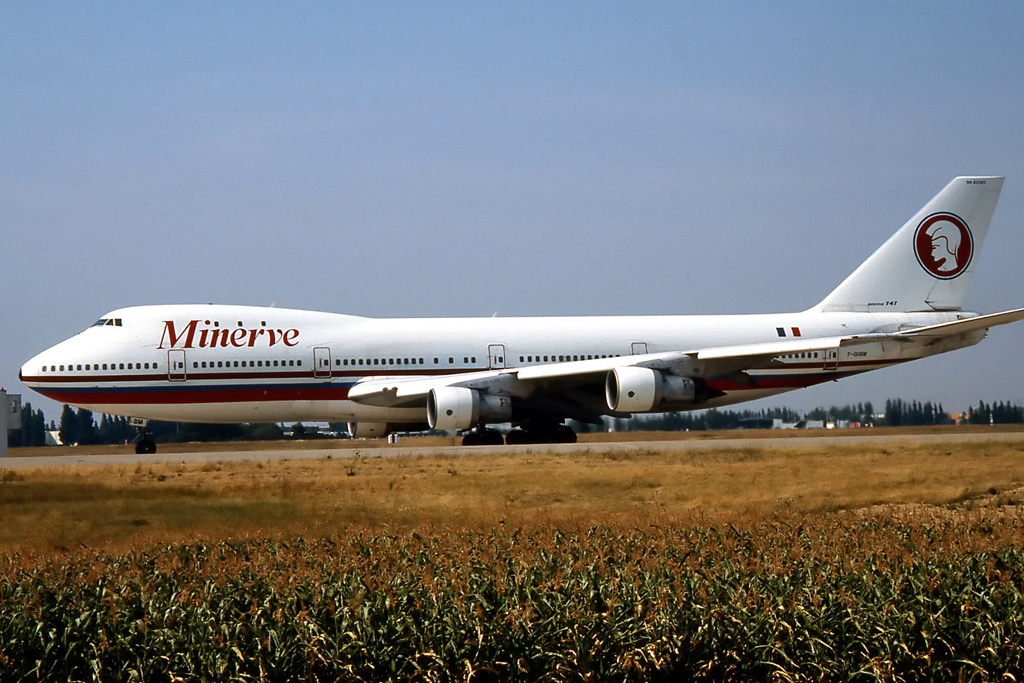
Minerve est l'une des compagnies qui concurrence Air France sur la desserte des DOM-TOM à partir de l'été 1986.

La concurrence s’intensifie en 1986 lorsque le nouveau ministre des Transports, Jacques Douffiagues, autorise les compagnies charters à desservir les Antilles depuis la métropole et UTA à desservir la ligne Paris–San-Francisco. En contrepartie Air France obtient la possibilité de desservir Tahiti.
L'année suivante Air France annonce une offensive commerciale de grande ampleur avec l'ouverture de 28 nouvelles lignes (dont 10 au départ de la province) avec notamment la réouverture de l'escale de Boston, abandonnée en 1976. Cette stratégie vise à occuper le maximum de droits de trafic pour empêcher UTA de concurrencer Air France et préparer le marché unique européen prévu pour 1993.
En 1987, dans un contexte alors favorable, Air France annonce plusieurs commandes d'appareils :
- Début 1987, une commande de 16 Boeing 747-400 (à laquelle s'ajoute 12 options supplémentaires annoncées en décembre 1987)[25]. Cette commande sera partiellement annulée en janvier 1992 ;
- En avril 1987, la confirmation d'une commande de 7 Airbus A340 assortie de 4 options livrable entre 1993 et 1995[26]

La compagnie accumule plusieurs exercices excédentaires à la fin des années 1980. Le résultat net de l'exercice 1987 atteint ainsi 1,2 milliard de francs (soit environ 300 millions d'euros actuels, en hausse de 117 % par rapport à 1986) pour un chiffre d'affaires de 32,8 milliards de francs (soit 8,1 milliards d'euros actuels, en hausse de 6,5 % par rapport à 1986).

## 1990-1999

### 1990-1993: dégradation de la conjoncture

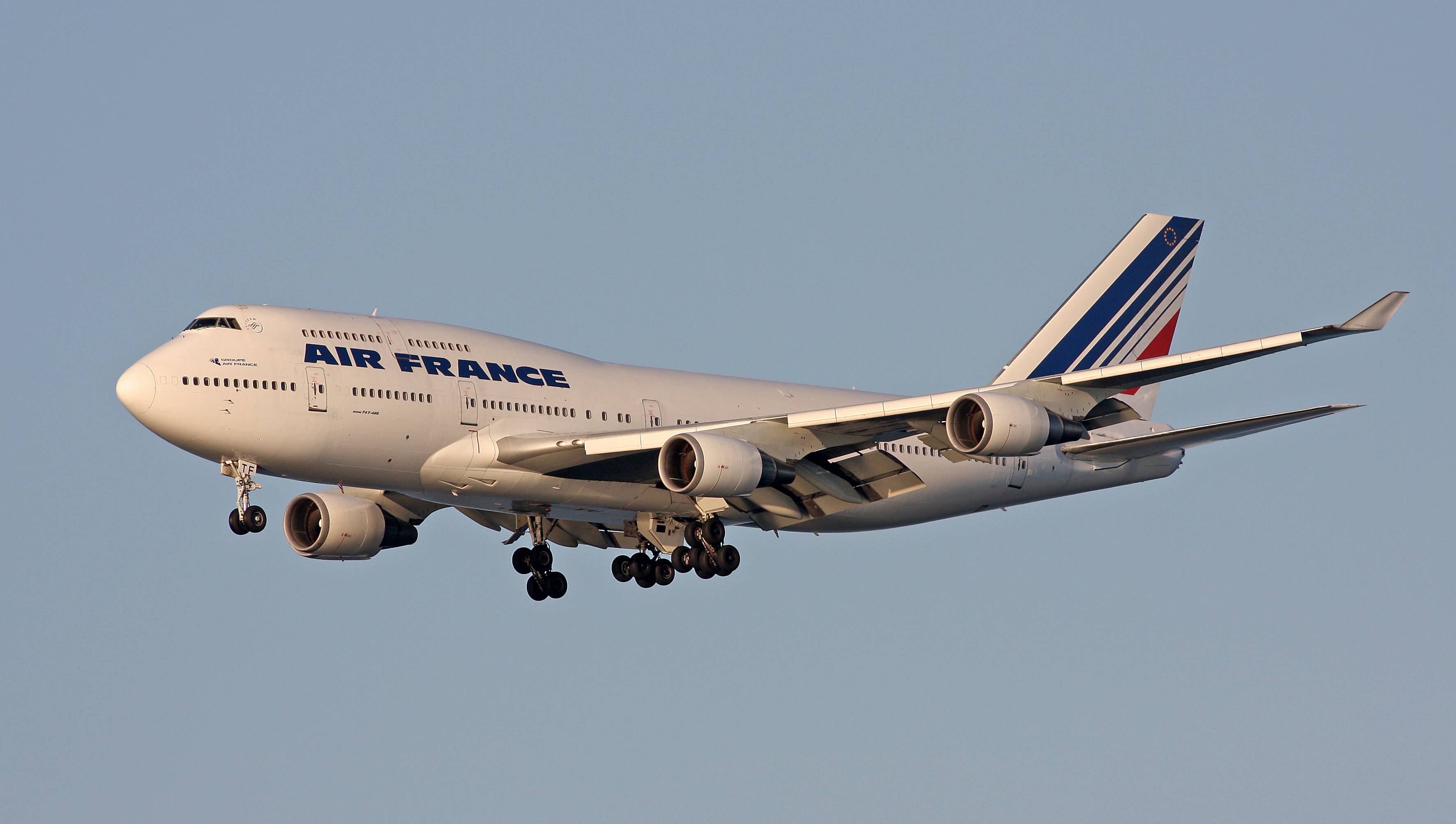
Le Boeing 747-400 fait son entrée dans la flotte en 1991.

Après avoir accumulé de bons résultats à la fin des années 1980, Air France est durement frappée par le retournement de la conjoncture au début des années 1990. La Guerre du Golfe en 1990-1991 puis la récession de 1993 dégrade les performances économiques de la compagnie.
C'est dans ce contexte que les compagnies aériennes Air France, Air Inter, Air Charter et UTA sont réunies au sein du Groupe Air France en 1992, mais conservent provisoirement leur autonomie. Les activités aéronautiques d'UTA sont intégrées dans Air France le 1er janvier 1992 puis la société et la marque UTA est définitivement dissoute le 31 décembre 1992.

En janvier 1992, Air France renonce à deux des quinze Boeing 747-400 qu'elle avait commandé à la fin des années 1980. La compagnie convertit cette commande en 3 biréacteurs Boeing 767-300, jugés plus adaptés aux programmes de vol en cours. Cette commande à l'avionneur américain Boeing provoque de vives réactions à Toulouse :

« Il est bien évident que si cette commande devait se concrétiser, elle porterait un préjudice considérable à l'ensemble de l'industrie aéronautique au niveau européen »

— Dominique Baudis, maire (CDS) de Toulouse
Air France justifie sa commande par le rayon d'action insuffisant de l'Airbus A310 pour desservir certaines destinations outre-atlantique et par la volonté d'harmoniser sa flotte de 767 (notamment avec les appareils issus de la fusion avec UTA).
Air France renforce ses positions en Amérique du Nord en nouant deux accords stratégiques avec des compagnies nord-américaines : Air Canada en septembre 1992 puis Continental Airlines en juillet 1993. Ces deux accords permettent à Air France de compléter son dispositif en Amérique du Nord notamment au-delà de New-York et Houston (plates-formes de correspondances de Continental) tandis que Continental Airlines renforce ses positions en Afrique, Moyen-Orient et Asie en s'appuyant sur le réseau d'Air France. La mise en place s'échelonne entre novembre 1993 et avril 1994. Si l'accord avec Continental Airlines se prolonge au moment de la création de l'alliance Skyteam en 2000, celui avec Air Canada est rompu en 1997-1998 au moment de l'entrée d'Air Canada dans l'alliance Star Alliance.
En octobre 1993, un conflit social extrêmement dur paralyse la compagnie pendant plusieurs semaines. C'est alors le plus grand conflit social dans l'histoire d'Air France.

### 1994-1997: de la quasi-faillite au rebond
Faisant face à une situation de quasi-faillite, la compagnie obtient de l'État une recapitalisation de 20 milliards de francs. Celle-ci est examinée au cours de mai 1994 par la Commission Européenne et approuvée sous conditions le 27 juillet 1994.
Christian Blanc devient président d'Air France à la fin-1993 et présente son « Projet Pour l'Entreprise » qui comporte plusieurs volets (social, opérationnel...) visant à redresser la compagnie. Présenté le 27 mars 1994 il est approuvé par référendum auprès du personnel de la compagnie le 11 avril 1994 avec 81,26 % des suffrages exprimés. Air France se dote d'une nouvelle organisation opérationnelle le 1er septembre 1994 avec l'instauration de centres de résultats :
- 6 centres de résultats géographiques (Amériques, Afrique/Moyen-Orient, Antilles/Guyane/Océan-Indien, Asie/Pacifique, Europe et Fret)
- 5 centres de résultats logistiques (Escales de Paris, Air France Maintenance, Air France Industries, Air France Informatique et Communication et la Délégation Générale France)

Une nouvelle compagnie, Groupe Air France, est créée par décret le 25 juillet 1994, qui entra en vigueur le 1er septembre suivant. Cette société détenait la majorité des parts du capital d’Air France et d'Air Inter rebaptisée Air France Europe. Parallèlement à la refonte de l'organisation de l'entreprise, un plan de réduction des coûts et investissements est instauré le 1er juillet 1994. Il comporte notamment un volet social de réduction des effectifs qui diminuent de 2 500 personnes en 1994.
Air France propose plusieurs nouveautés sur le plan commercial, tel la présentation le 21 janvier 1994 de la nouvelle cabine du Concorde conçue par Andrée Putman, ou le lancement de la formule TGV-Air en novembre 1994 en partenariat avec la SNCF. Enfin, la compagnie change profondément son réseau en 1994-1995 avec la fermeture de plus de 20 escales déficitaires et l'ouverture de nouvelles escales tel Osaka au Japon.
Conformément au « Projet Pour l'Entreprise » Air France dévoile en 1995 une refonte majeure de ses cabines. Lancés le 11 septembre 1995 sur les lignes vers les Amériques et l'Asie, les Espaces 127 et 180 remplacent respectivement l'ancienne classe affaire et première classe. Construits par Sicma Aero Seat, les sièges de l'Espace 180 sont convertibles en lit plat de près de 2 mètres de longueur avec duvet et oreiller en plume. Les sièges de l'Espace 127, identiques, s'inclinent eux à 127°. Ces deux espaces étant dorénavant non-fumeurs, Air France met à disposition des fumoirs d'une capacité de 4 à 7 personnes. Air France modifie aussi son service avec un dîner à la carte servi au moment voulu par le passager et des bars en libre-service. Ces nouvelles cabines représentent un investissement de 525 millions de francs,,.
Le redressement progressif de la situation d'Air France lui permet de redevenir un partenaire attractif pour les compagnies étrangères. En témoigne le nouvel accord stratégique signé entre Air France et Japan Airlines le 1er juin 1995. Premier accord signé sous l'ère Christian Blanc, il prévoit une intensification des liens préexistants de longue date entre les deux compagnies. Dans le détail, les deux acteurs amplifient leur coordination pour les échanges de passagers, le fret, l'harmonisation des horaires et des programmes de fidélisation.
Malgré les réticences initiales du ministre des transports, Bernard Pons, Air France annonce le 20 novembre 1996 une commande de 10 Boeing 777 avec 10 options supplémentaires pour un total (au prix catalogue) de 2,6 milliards de dollars. Le ministre, après avoir déclaré à l'Assemblée Nationale qu'Air France devait prendre en compte « non seulement les intérêts de la compagnie, mais également les intérêts des autres secteurs économiques de notre pays », change de position le 18 novembre en admettant que la compagnie « était obligée d'acheter des Boeing » pour régler une dette de 874 millions de dollars contractée au fil des annulations et reports de commandes auprès du constructeur américain. Le même jour, Christian Blanc présente un résultat positif de 295 millions de francs pour le premier semestre 1996-97.
Christian Blanc annonce le 30 mai 1997 les premiers résultats positifs d'Air France depuis 1989. À l'occasion de l'année fiscale 1996-1997, le Groupe Air France dégage un résultat positif de 394 millions de francs (environ 60 millions d'euros). La seule compagnie Air France dégage quant à elle un très léger bénéfice net de 211 millions de francs (soit 32 millions d'euros).

### 1998-1999: introduction en bourse et partenariat historique avec Delta Air Lines
Le 25 janvier 1999, Air France signe un accord stratégique international avec le groupe hôtelier Accor. Cette alliance vise à amplifier les synergies déjà existantes entre les deux groupes. Ainsi, les participants au programme de fidélité Fréquence Plus d'Air France peuvent cumuler des points de fidélité avec le programme Compliment d'Accor et inversement. Les systèmes de réservation des deux groupes ainsi que leurs sites internet sont interconnectés pour faciliter les échanges de clients.
Le 10 février 1999, la compagnie Air France fait l'objet d'une privatisation partielle et prend la dénomination de « Société Air France ».
Le 22 février 1999, Air France est introduite en bourse au prix de 14 € par action. Cette introduction rencontre un franc succès et le premier jour de cotation voit l'action clore à 16,10 €. À son introduction en bourse, la capitalisation boursière d'Air France était estimée à 20 milliards de francs et les opérateurs boursiers anticipaient son entrée dans le CAC40, l'indice phare de la Bourse de Paris. Le contexte de la bulle Internet puis la récession du secteur aérien au début des années 2000 entraînent le report de cette entrée dans le CAC40 pendant 8 ans. L'action Air France-KLM intégrera donc le CAC40 le 18 juin 2007 mais en sortira le 21 septembre 2009.
Le 22 juin 1999, Air France et Delta Air Lines annoncent leur alliance pour 10 ans autour d'un partenariat transatlantique. L'accord comporte des partages de code ainsi qu'une harmonisation des routes et des tarifs. Ce partenariat jettera les bases de la création de l'alliance Skyteam, lancée l'année suivante.
Cet accord s'inscrit dans un contexte de reconquête sur l'Atlantique Nord pour Air France. La compagnie avait en effet renforcé sa position sur les liaisons transatlantiques au cours des années 1990 passant d'un point bas de 30 % de parts de marché en 1992 à 45 % en 1999 avec un trafic en hausse de 21,5 % au premier semestre 1999. Air France augmente fortement ses capacités vers l'Amérique du Nord au cours du programme d'été 2000 en ouvrant deux nouvelles lignes au départ de Paris (Philadelphie et Cincinnati) et programmant un second vol quotidien vers Atlanta et Boston.

## 2000-2009

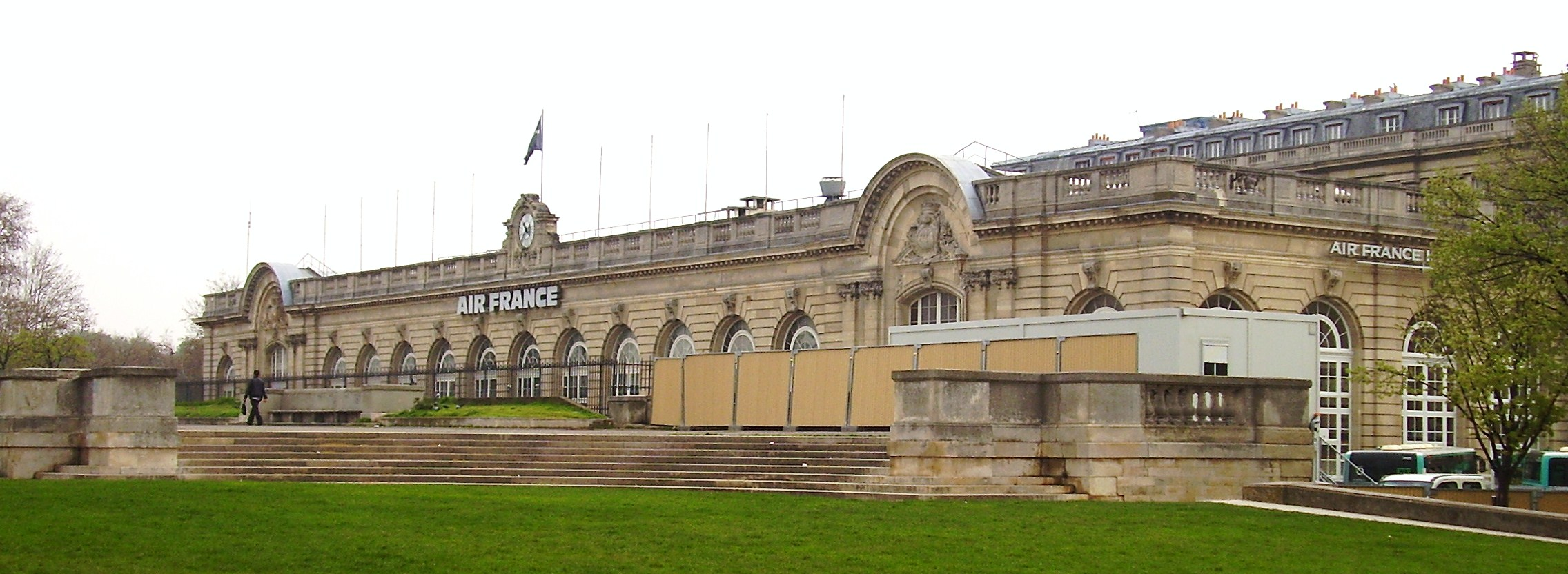
Aérogare des Invalides, 7e arrondissement, Paris.

### 2000: constitution de Skyteam et d'un pôle régional
En 2000, les avions et personnels de La Société d'Exploitation Aéropostale (L'Aéropostale ou SEA) créés en 1991 en partenariat avec le groupe La Poste, sont également intégrés au Groupe Air France.
Le 22 juin 2000, Air France s'allie avec les compagnies aériennes Delta Air Lines, Aeroméxico et Korean Air pour former l'alliance de compagnies aériennes Skyteam. Air France profite de sa nouvelle alliance pour lancer deux nouvelles lignes vers les États-Unis au départ de Paris (Philadelphie et Cincinnati) en partenariat avec Delta, et renforcer ses fréquences vers Boston et Atlanta (qui est un hub majeur pour Delta). La desserte des États-Unis est présentée comme une priorité par Air France alors que sa part de marché sur les vols France — États-Unis est passée de 30 % en 1992 à 45 % en 1999 (avec un objectif à 50 % en 2000).
Autour des années 2000, Air France constitue un pôle régional en achetant ou créant plusieurs compagnies régionales dont Brit Air, Régional Airlines, CityJet et Airlinair.
À partir du 1er novembre 2000, l'ensemble des vols assurés par Air France sont non-fumeurs. Les fumoirs proposés sur les vols vers l'Amérique du Sud ou le Japon sont supprimés. Air France avait lancé des vols intérieurs non-fumeurs dès 1990 et dès 1993 pour les vols vers l'Europe.

### 2001-2003: impact du 11 septembre 2001 et poursuite du renouvellement de la flotte
Air France, comme l'ensemble du secteur aérien, est durement frappé par les attentats du 11 septembre 2001. Cependant, la compagnie enregistre sur la période des résultats relativement meilleurs que ses principaux concurrents européens. Ainsi, Air France enregistre une chute de 6,5 % de son trafic entre novembre 2000 et novembre 2001 alors que ses concurrents British Airways ou Lufthansa enregistrent des baisses bien supérieures (respectivement -18 % et -16,3 %). La capitalisation boursière d'Air France chute d'un tiers au cours de l'année 2001 (alors que la capitalisation boursière de ses concurrents chute de moitié).
La compagnie annonce le 18 septembre 2001 une forte réduction de capacité sur la saison hiver 2001-2002. 17 appareils sont retirés de la flotte et la livraison d'un Boeing 777-200ER est reportée. Les capacités (qui devaient croître entre 5 et 7 % par rapport à l'hiver précédent) sont finalement maintenues à leur niveau de l'année précédente. La réduction de l'offre concerne surtout les réseaux Amérique du Nord et Moyen-Orient avec une variation de, respectivement, −25 % et −27 %.
Les capacités ainsi libérées sont redéployées vers des zones moins touchées (notamment le réseau Afrique dont l'offre progresse de 42 % et Antilles qui progresse de 9 %). Cependant, à l'exception de l'escale de Dallas, Air France décide de ne pas fermer de lignes sur le réseau Amérique du Nord et choisit plutôt de procéder à des réductions de fréquences. Le Concorde, dont l'exploitation avait été suspendue après l'écrasement du Vol 4590 Air France le 25 juillet 2000, est remis en ligne le 7 novembre 2001 sur la ligne Paris – New-York,.
Le programme hiver 2002-2003 marque le retour à la situation qui prévalait avant le 11 septembre 2001 avec le retour des dessertes bi-quotidiennes sur plusieurs destinations aux États-Unis et l'augmentation de l'offre vers le Canada avec le maintien sur la saison d'hiver de la deuxième fréquence quotidienne vers Montréal (qui n'était auparavant exploitée qu'en été).

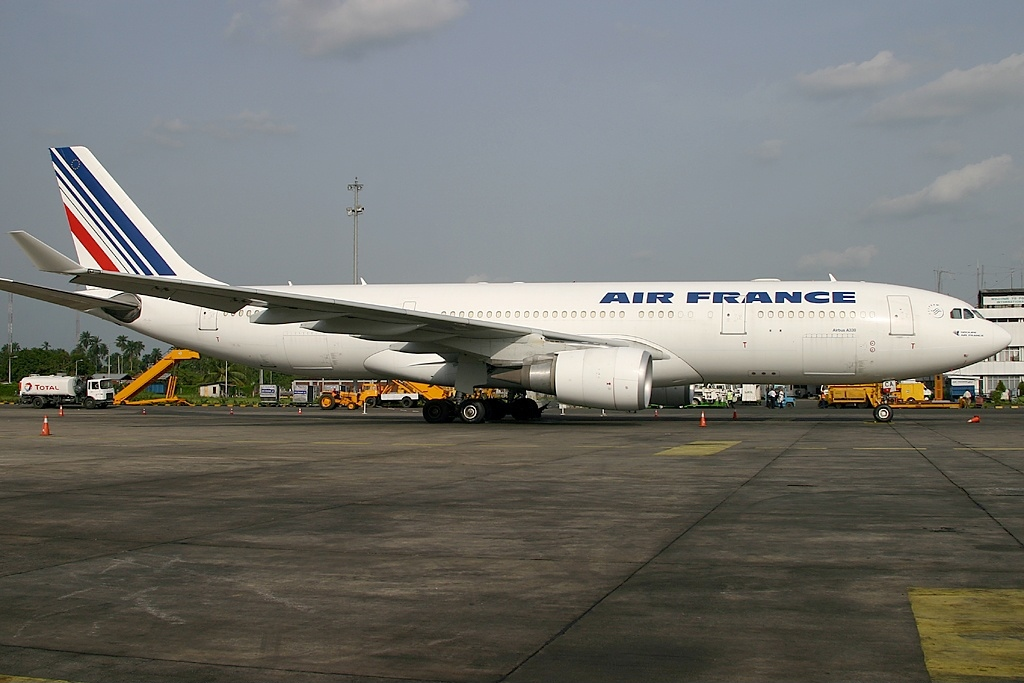
Le premier Airbus A330-200 d'Air France en 2005.

En janvier 2002, la compagnie introduit les premiers Airbus A330-200 sur les lignes Paris-Boston et Paris-Toronto. Propulsé par le moteur CF6-80E1, il remplace les Airbus A310 et Boeing 767-300ER. Airbus honore ainsi une commande passée par Air France le 26 octobre 1999 et qui vise à moderniser et rationaliser sa flotte de long-courrier, le dernier A310 étant retiré de la flotte le 25 janvier 2002 et le dernier Boeing 767-300ER le 8 juillet 2003. Ces nouveaux appareils sont les premiers pourvus de caméra embarquées qui permettent aux voyageurs de suivre par écran interposé les différentes étapes du vol.

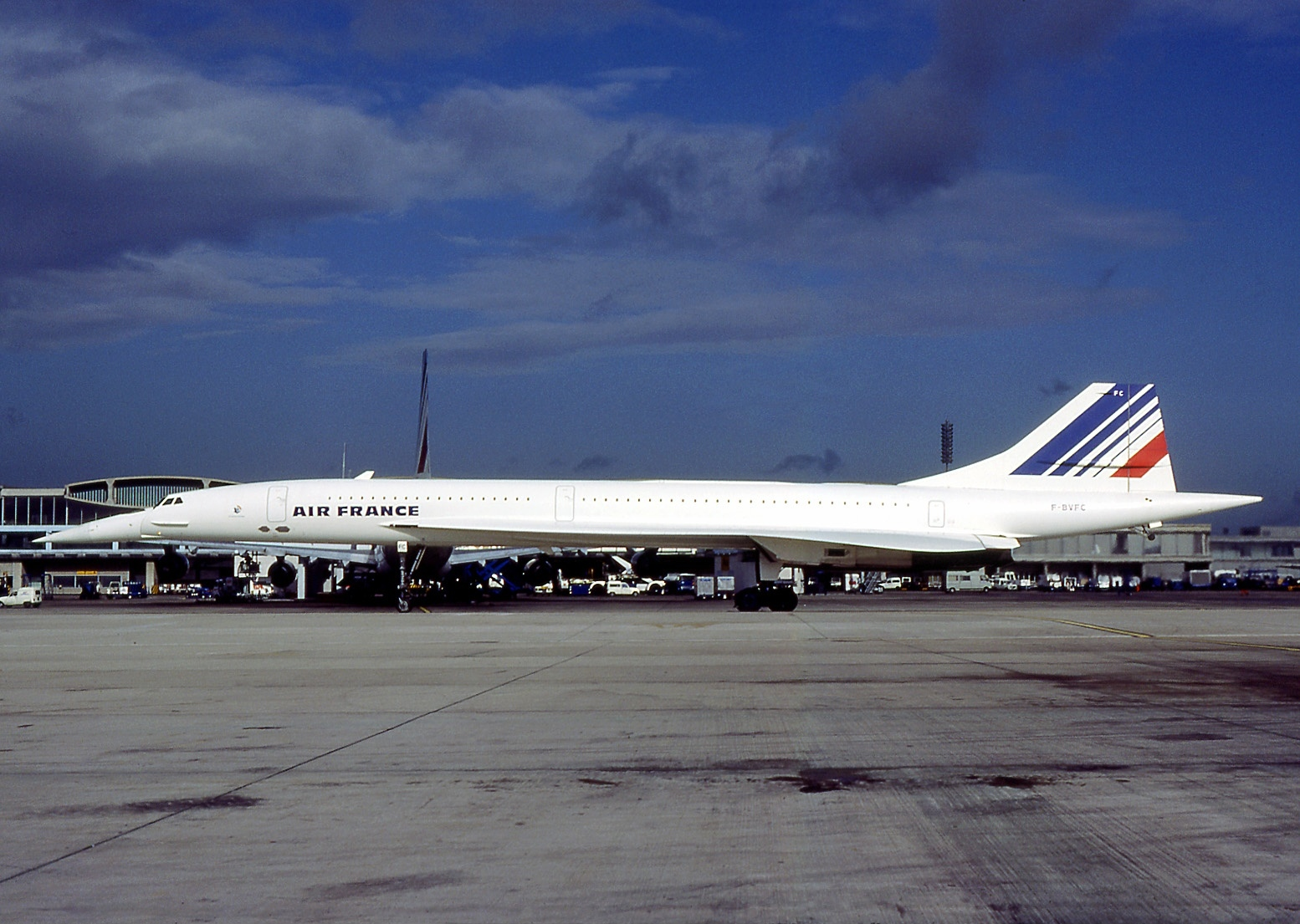
Air France met un terme à l'exploitation commerciale du Concorde le 31 mai 2003.

Air France reprend le 26 juin 2003 les vols vers l'Algérie après 9 années d'interruption à la suite de la prise d'otages du vol 8969 en décembre 1994. Malgré le dépôt de bilan d'Air Lib, Air France fait face à une concurrence plus intense qu'en 1994 et la compagnie limite son offre à 3 vols quotidiens vers Alger (2 au départ de Paris-Orly et 1 de Marseille).
Le 31 mai 2003, Air France retire ses cinq derniers Concorde de sa flotte après 27 ans d'exploitation.
Le 10 juillet 2003, l'assemblée des actionnaires d'Air France entérine la privatisation totale de la compagnie aérienne, privatisation effective le 6 mai 2004.

### 2004-2007: développement de l'offre et fusion avec KLM

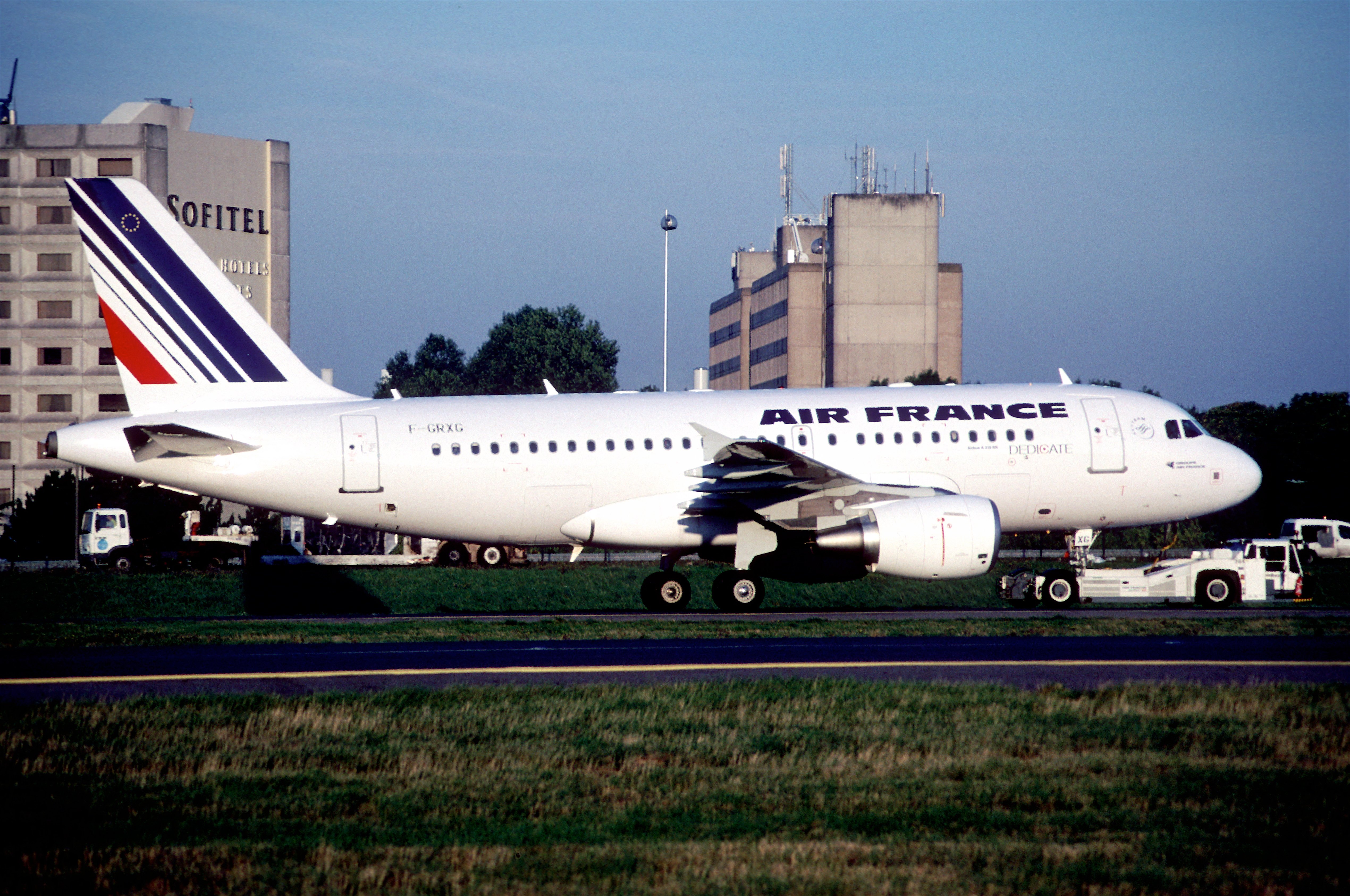
Un Airbus A319 utilisé sur les lignes Dedicate en septembre 2004.

Air France lance en janvier 2004 son offre Air France Dedicate dédiée à la clientèle haute-contribution vers les destinations pétrolières. Selon Les Échos, ce projet imaginé en 1997 avait été retardé depuis 2001 par la crise du transport aérien. Le retour d'une conjoncture favorable permet à Air France de lancer 7 lignes régulières desservies par des Airbus A319 configurés spécialement.

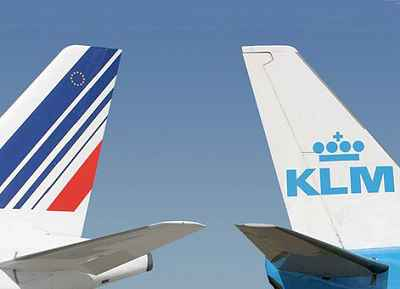
Dérives Air France & KLM.

Le 5 avril 2004, Air France lance une offre publique d'échange sur les actions de KLM, ce qui aboutit à la fusion des deux sociétés le 19 avril 2004 en Air France-KLM qui devient à cette époque la première compagnie mondiale quant au chiffre d'affaires, la troisième pour le nombre de passagers transportés (66 millions pour 550 avions exploités en 2003). Le groupe qu’Air France forme désormais avec KLM fait d’elle une société privatisée même si l'État français détient encore des parts importantes au sein du capital.
Air France augmente son offre vers l'Inde au cours de l'année 2005 avec deux nouvelles lignes directes au départ de Paris-CDG : Chennai (ouverte le 10 mai 2005), Bangalore (ouverte le 31 octobre 2005) ainsi qu'une ligne exploitée par KLM en partage de code avec Air France entre Amsterdam et Hyderabad (ouverte fin novembre 2005).
En octobre 2005, les activités commerciales de Air France Cargo et de KLM Cargo ont été regroupées au sein d'une seule organisation, basée aux Pays-Bas. Les activités opérationnelles restent distinctes et offrent des services à partir de Roissy CDG et de Schiphol à Amsterdam.
La compagnie poursuit la rationalisation de sa flotte au cours des années 2000 dans un contexte de flambée des prix du pétrole. La sortie des derniers Boeing 737-500 en juillet 2007 permet à Air France d'avoir une flotte moyen-courrier composée à 100 % d'appareils de la famille Airbus A320 permettant de réduire les coûts d'entretiens et d'exploitation. Après la sortie des Boeing 747-300 à l'été 2006 (remplacés par des Boeing 777-300ER sur les lignes Caraïbes et Océan-Indien), Air France décide en mai 2007 de planifier le remplacement de ses derniers Boeing 747-400 par des Boeing 777 dont la livraison est échelonnée entre 2007 et 2013.
Profitant d'un marché aérien porteur en 2006 et 2007, Air France KLM annonce un programme hiver 2007-08 en forte croissance (+ 5,2 % de sièges-kilomètres) par rapport à l'hiver 2006-07. La hausse est particulièrement concentrée sur le réseau long-courrier (+ 6,2 %). Surfant sur la bonne conjoncture économique en Amérique du Nord, Air France ouvre plusieurs lignes au départ de Paris vers Detroit (en 2006) puis Seattle (en 2007).
La liaison Paris-Téhéran a connu un destin mouvementé : après avoir été une ligne importante du réseau d'Air France dans les années 1970, elle est suspendue en 1979 au moment de la révolution islamique puis pendant la guerre Iran-Irak. Relancée en 1988, elle est suspendue en 1997 par manque de rentabilité pour être à nouveau relancée de 2004 à 2008 en Airbus A330-200, puis de nouveau le 17 avril 2016.

### 2008-2009: entrée de l'Airbus A380 dans la flotte et impact de lacrise économique
Les difficultés du programme Airbus A380 causent un premier report de la date de première livraison repoussée de février 2008 à avril 2009 dans un premier temps. Finalement, c'est le 30 octobre 2009 qu'Air France reçoit son premier Airbus A380 et le 20 novembre, la compagnie a effectué le vol inaugural de l'A380 entre Paris et New York avec 538 passagers à bord.

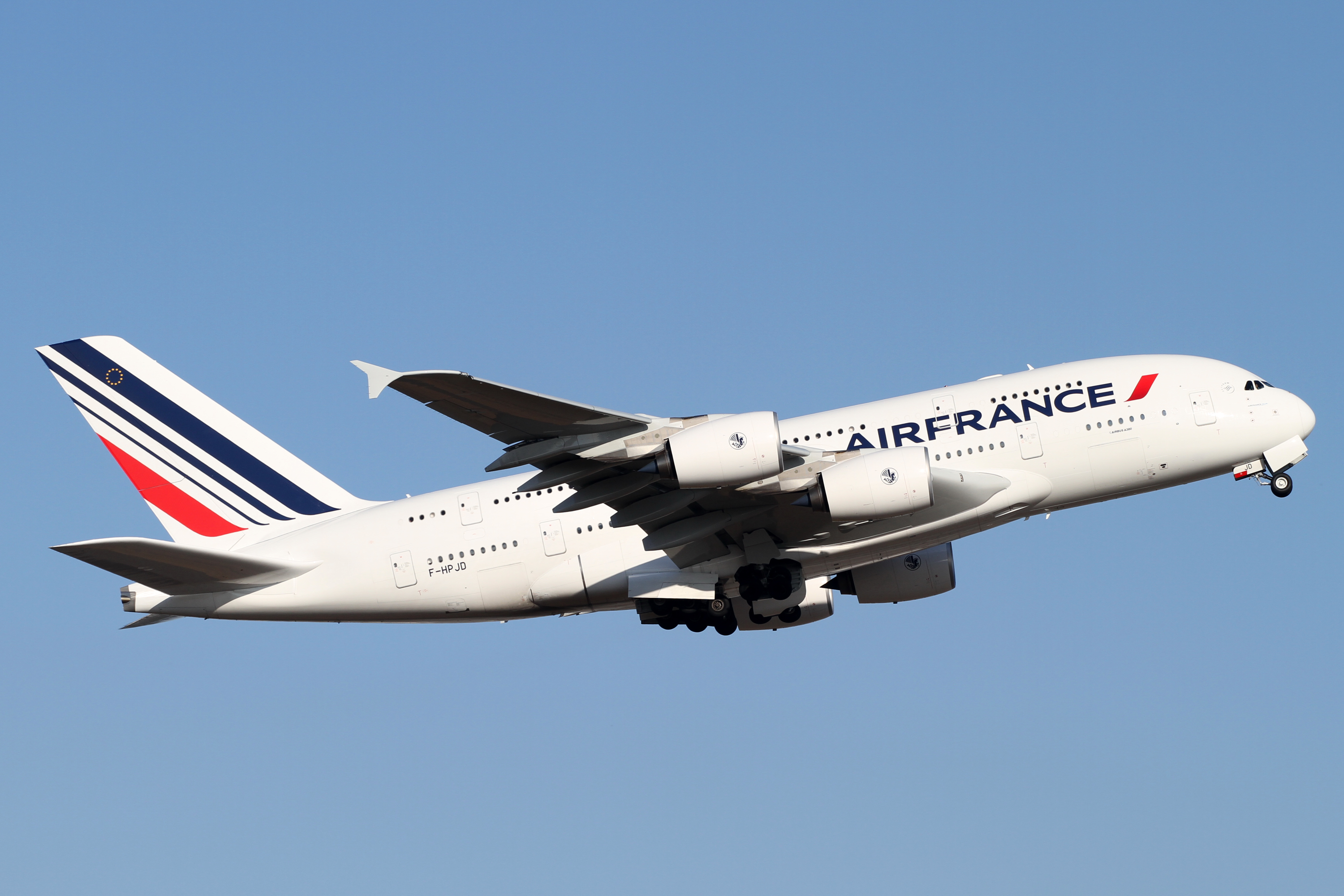
Airbus A380

La forte dégradation du marché aérien au cours de 2008 pousse Air France KLM à sévèrement restreindre la croissance de ses capacités à seulement 2 % de sièges-kilomètres en plus pour l'hiver 2008-09 (contre 5,2 % en 2007-08). Le groupe annonce une « croissance du même ordre » pour le programme de l'été 2009 alors que le programme de l'été 2008 avait marqué une croissance de 4,6 % des capacités (dont 5,1 % pour le réseau long-courrier).
Le groupe Air France-KLM annonce un important plan d'économies pour contrer les effets de la crise économique : gel des embauches, non-renouvellement des CDD, réduction plus importante que prévu des capacités passagers (-3,4 % sur le programme de l'été 2009) et coupe drastique dans l'offre cargo (-13 % pour l'été 2009).
Malgré ces efforts, la chute conjuguée du trafic et du revenu par siège/kilomètre offert (-12 % en glissement annuel en février 2009) ne permet pas au groupe d'afficher un résultat positif pour l'année 2008-09. La chute des prix du carburant, amorcée à l'automne 2008, ne profite pas à l'entreprise du fait du coût des couvertures pétrolières acquises jusqu'à l'été 2008 alors que le prix du baril de Brent était au plus haut.

## 2010-2023

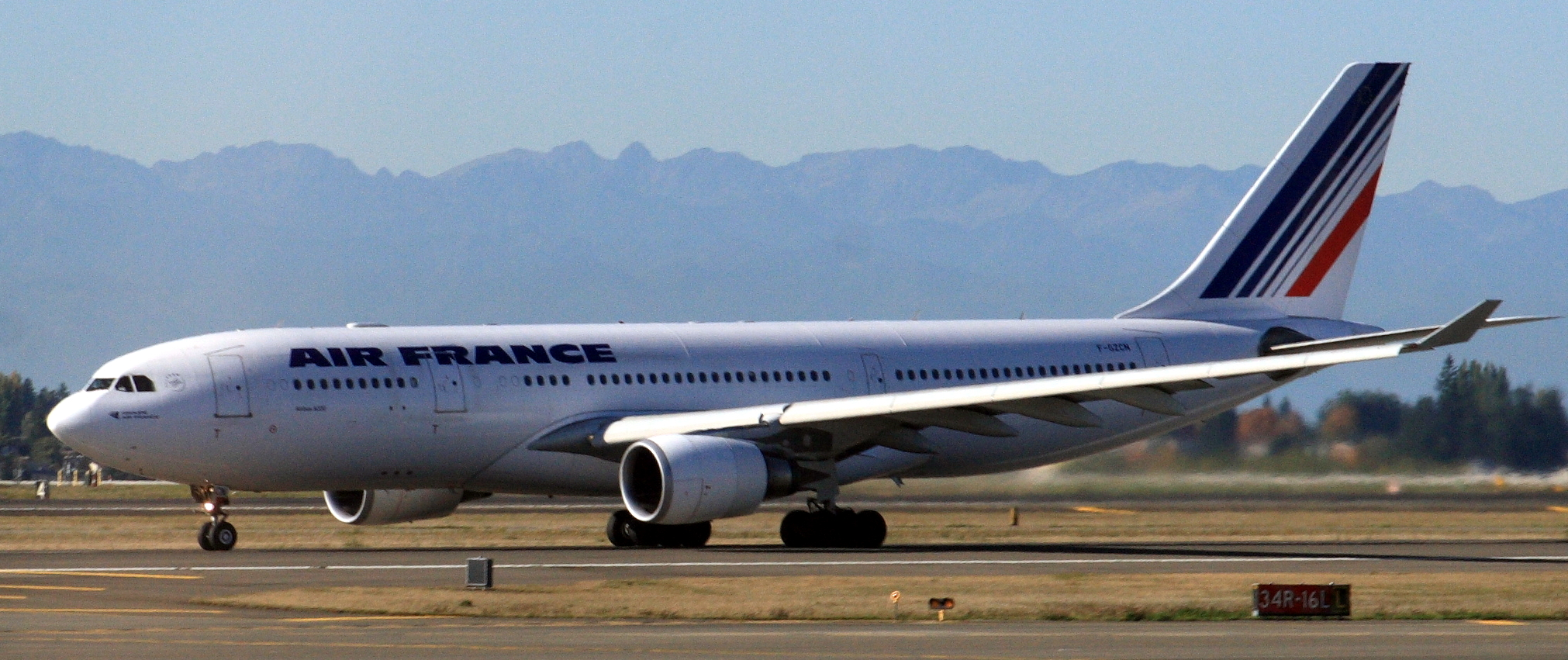
Un Airbus A330-200 en 2008 à Seattle-Tacoma.

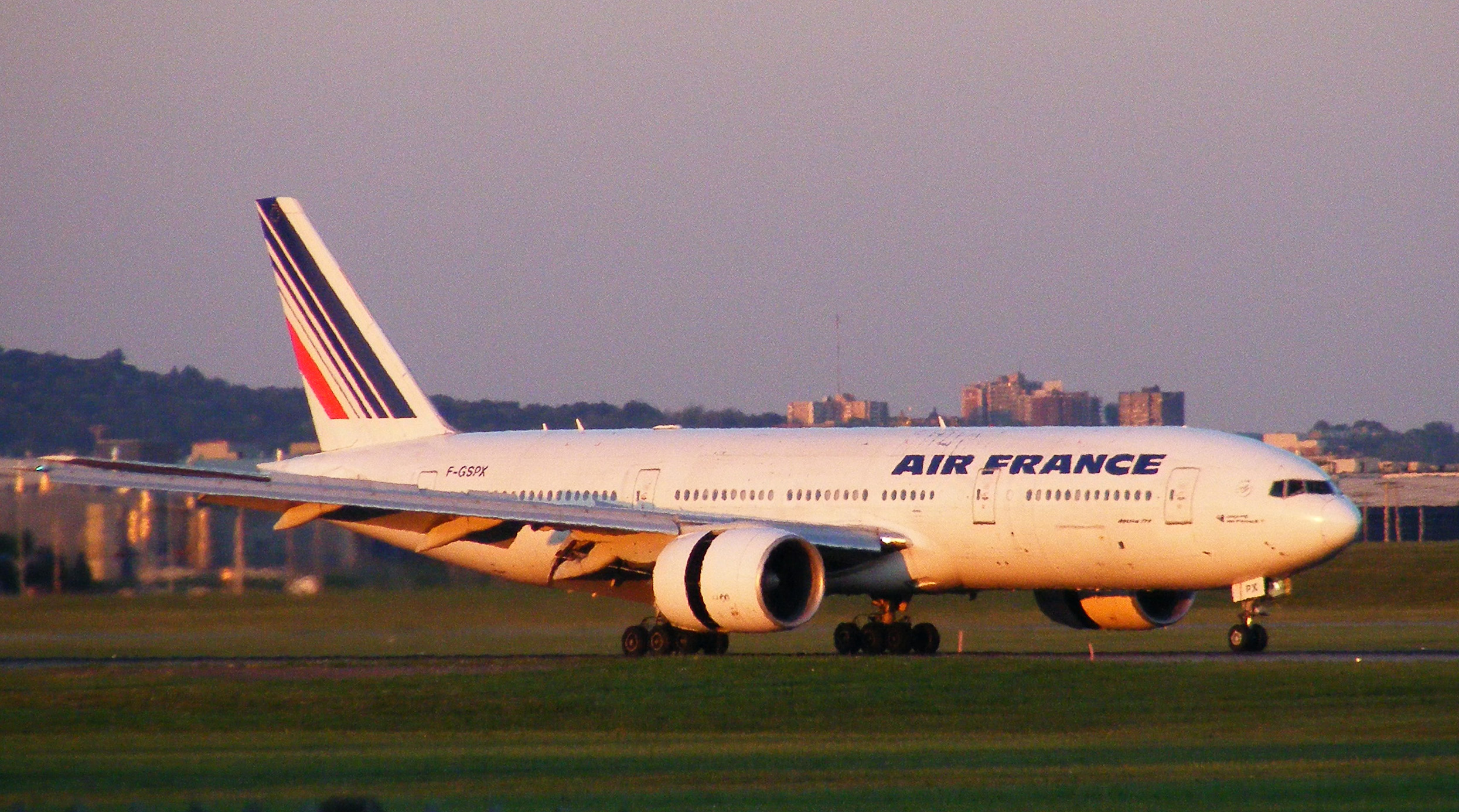
Un Boeing 777 de Air France à Montreal.

### Résultats et direction

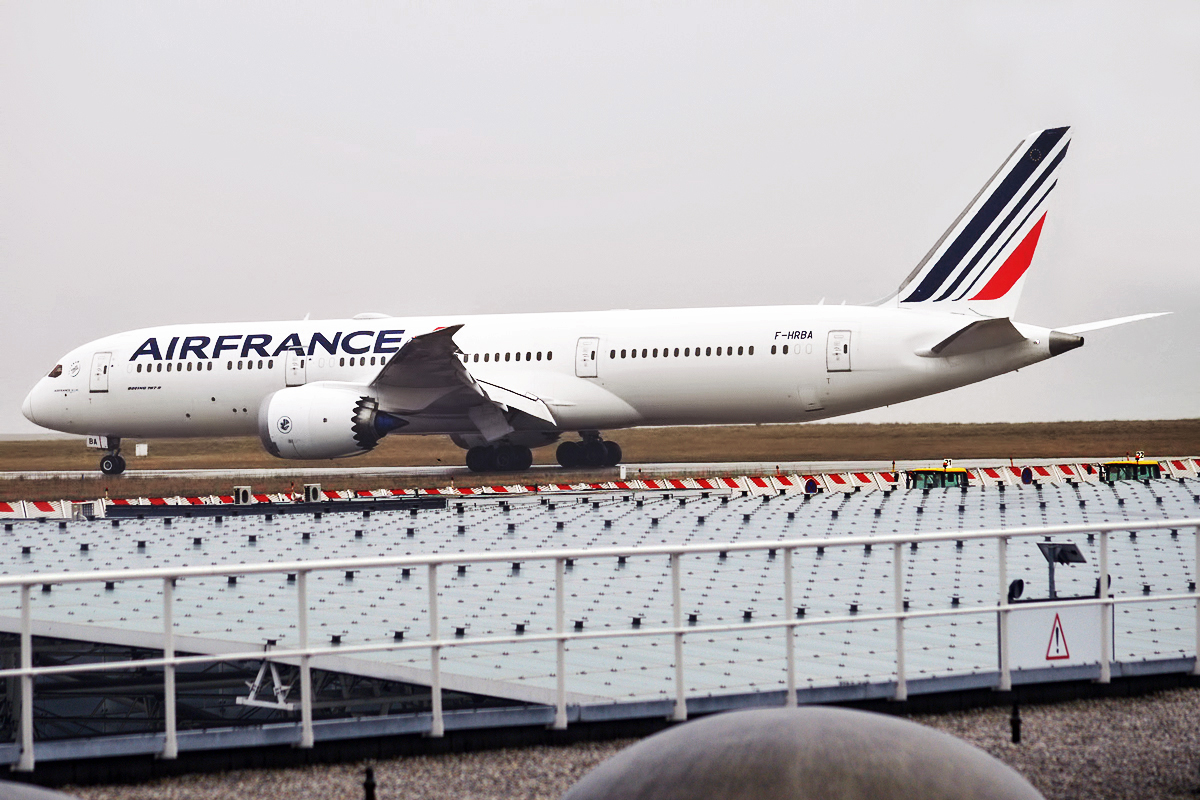
Le Boeing 787 opère son premier vol sous les couleurs d'Air France le 5/01/2017 en aéronautique.

Le 22 février 2012, Air France présente son programme pour l'été 2012 qui est marqué par une croissance quasi nulle (+ 0,1 %) par rapport à celui de l'été 2011. Pour le long-courrier, une seule nouvelle ligne est inaugurée (vers Wuhan en Chine) alors que 5 sont arrêtées (Seattle, Newark, Orlando, Mahé et Abu Dhabi). Les capacités vers l'Atlantique-Nord sont notamment fortement réduites (- 6,5 %). La compagnie lance ses bases de provinces à Toulouse-Blagnac et Nice-Côte d'Azur pour concurrencer les compagnies à bas coûts sur les lignes européennes.
En novembre 2016, Jean-Marc Janaillac, président du groupe Air France-KLM, est nommé à la tête de la filiale Air France et présente le plan « Trust Together ». L'une des lignes de ce plan est de lancer des lignes long courrier low-cost. En février 2017, les pilotes répondent favorablement à 58,1 % au projet « Boost » qui lancerait ces lignes low cost.
Le 4 mai 2018, le président Jean-Marc Janaillac démissionne après avoir proposé un nouveau plan pour la compagnie rejeté à 55 % par les salariés.
Le 12 décembre 2018, plusieurs sources annoncent qu'Anne Rigail deviendra dans les prochains jours la nouvelle PDG d'Air France. La directrice générale adjointe clients et membre du conseil d'administration deviendrait ainsi la première femme à être PDG de la compagnie aérienne française.
Le secteur aérien est sévèrement affecté par l'épidémie de coronavirus de 2019-2020 et Air France annonce fin-février 2020 un plan de réduction des dépenses pour contrer la chute du trafic, notamment sur le réseau Asie. Les embauches sont gelées, les dépenses non essentielles comprimées et certains investissements (notamment publicitaires) reportés,. KLM et Lufthansa ont également annoncé des mesures similaires.
Face à l'arrêt d'activité d'Air France à cause du Covid-19, l'Etat français accorde un prêt de 7 milliards d'euros à Air France divisé en 2 parties. 4 milliards de prêts bancaires garantis à 90% par l'Etat, et 3 milliards de prêt direct de l'Etat. Ce prêt est donné sous certaines conditions:
- Air France doit faire un effort pour être plus rentable.
- La compagnie aérienne doit être plus respectueuse de l'environnement et de la planète.

En juillet 2020, Air France annonce la suppression de 7 600 postes, la compagnie doit notamment supprimer sa filiale Air France Hop

### Lignes
Le programme hiver 2012-13 marque une rupture : concurrencée par les compagnies du Golfe, Air France annonce une forte réduction de ses capacités vers le Proche et Moyen-Orient (- 14,7 %) qui comprend la fermeture des lignes vers Abu Dhabi et Djeddah (reprise en partage de codes par Saudia et compensée par une augmentation des fréquences vers Riyad) ainsi que le maintien de la suspension de la ligne vers Damas. La concurrence des compagnies à bas prix met une forte pression sur Air France sur le marché européen : la compagnie réduit ses capacités (- 1,9 %) en fermant plusieurs lignes (Paris–Leipzig, Paris–Oviedo) et en réduisant ses fréquences sur plusieurs autres (Paris–Vigo, Paris–Athènes, Paris–Londres). À l'inverse, l'offre vers l'Asie (+ 4,5 %) et l'Afrique (+ 3,9 %) est augmentée.
En mars 2016, Air France annonce la reprise de ses vols vers l'Iran avec la réouverture de la ligne Paris-Téhéran.
Air France et Singapore Airlines signent un accord de partage de code le 13 avril 2017. Cet accord prévoit qu'Air France appose son code sur les vols assurés par Singapore Airlines au départ de Singapour vers Sydney et Melbourne en Australie, et sur les vols assurés par Silk Air (filiale low-cost de Singapore Airlines) au départ de Singapour vers Phuket (Thaïlande) et Kuala-Lumpur (Malaisie). En contrepartie, Singapore Airlines appose son code sur les vols d'Air France au départ de Paris-Charles de Gaulle vers 10 destinations françaises et européennes.
Air France proposera quatre nouvelles fréquences vers Alger (Algérie) au départ de Paris-Orly dès le 2 janvier 2020.
Air France proposera également 3 nouvelles lignes au départ de Paris Orly: Genéve-cointrin , Madrid Barajas , Francfort-Main en plus des vols vers Alger Boumediène.
Le 20 mai 2021, Air France réalise son tout premier vol, reliant Paris à Montréal, avec pour carburant de l'huile de cuisson. La piste des agrocarburants est une innovation déjà utilisée au niveau international mais une première en France.
La compagnie est visée par une plainte pour pratiques commerciales trompeuses de greenwashing en compagnie de 16 autres compagnies par 22 associations européennes de consommateurs en juin 2023.

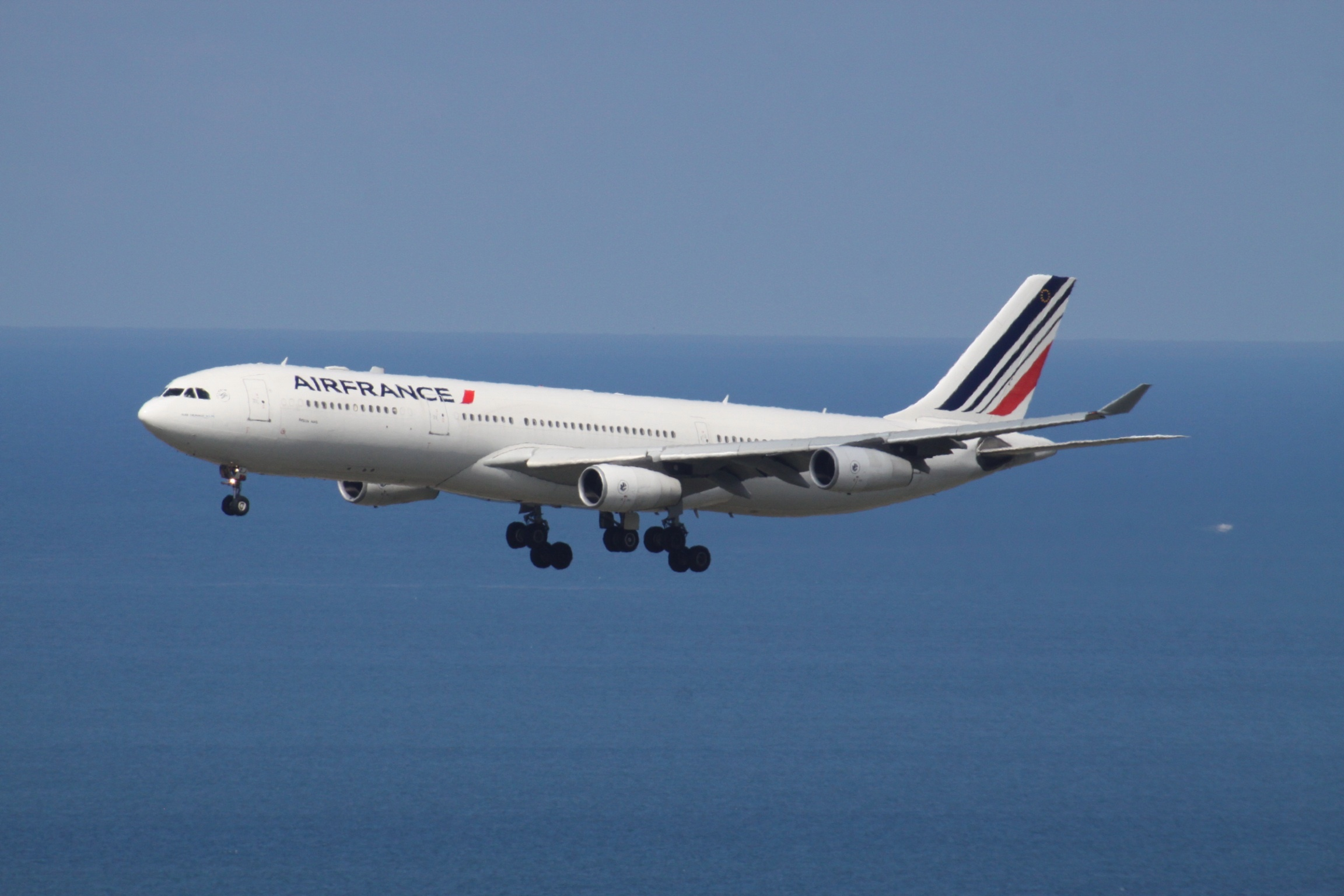
Air France Airbus A340.

### Flotte
Le 11 janvier 2016, Air France opère son dernier vol commercial du Boeing 747. Deux vols d'adieu sont organisés par la compagnie le 14 janvier 2016. En février 2016, Air France annonce un plan de départ de 1 600 personnes.
En décembre 2017, Air France a reçu son premier Boeing 787.
Le 27 septembre 2019, la compagnie reçoit son premier Airbus A350.
Le 20 mai 2020, Air France annonce l'arrêt définitif de l'exploitation de ses 9 A380 à cause de la pandémie du Covid-19.
Air France reçoit le premier de ses 60 (dont 30 en option d'achat) A220-300 le 29 septembre 2021; 

### Mouvements sociaux et polémiques
La desserte de la Guyane est perturbée par un fort mouvement social débuté en mars 2017. Air France suspend ses vols plusieurs jours de suite entre Paris et Cayenne en mars puis à nouveau en avril, tout en maintenant sa liaison Fort-de-France – Cayenne. La compagnie invoque des problèmes d'approvisionnement des appareils en carburant et des difficultés de circulation au sol en Guyane,.
En mars 2016, Air France annonce la reprise de ses vols vers l'Iran avec la réouverture de la ligne Paris-Téhéran. Face aux lois iraniennes qui obligent les hôtesses de l'air à porter un voile en sortant de l'avion et qui considèrent l’homosexualité comme un crime, les membres féminins et les stewards et hôtesses de l'air homosexuels de la compagnie refusent de voler vers l'Iran.
À l'issue d'une campagne de testing initiée par le gouvernement français et menée à l'hiver 2018, Air France est soupçonnée de discrimination à l'embauche envers le candidat « présumé maghrébin ». Critiquant la méthodologie de l'enquête, l'entreprise est cependant convoquée en juin 2020 à une journée de formation au secrétariat d'Etat à l'égalité entre les femmes et les hommes.